# 吉姆·艾爾沃德
詹姆斯·亨利·艾爾沃德（英語：James Henry Aylward，1965年4月12日—），為美國的棒球選手之一，曾經效力於中華職棒味全龍兩年隊，守備位置為游擊手，登錄名為「吉彌」。

## 經歷
- 美國職棒費城費城人隊（小聯盟，1987年）
- 美國職棒獨立聯盟Reno Silver Sox（1988年）
- 美國職棒加州天使隊（小聯盟，1989年～1990年）
- 中華職棒味全龍隊（1991年～1992年）
- 墨西哥聯盟Tabasco Olmecas（1993年）

## 職棒生涯成積
| 年度 | 球隊   | 出賽 | 打數 | 安打 | 全壘打 | 打點 | 盜壘 | 四死 | 三振 | 壘打數 | 雙殺打 | 打擊率 |
| ---- | ------ | ---- | ---- | ---- | ------ | ---- | ---- | ---- | ---- | ------ | ------ | ------ |
| 1991 | 味全龍 | 85   | 331  | 101  | 12     | 59   | 4    | 28   | 33   | 151    | 14     | 0.305  |
| 1992 | 味全龍 | 83   | 292  | 80   | 9      | 42   | 2    | 22   | 20   | 125    | 9      | 0.274  |
| 合計 | 2年    | 168  | 623  | 181  | 21     | 101  | 6    | 50   | 53   | 276    | 23     | 0.291  |

- 粗體字表示聯盟該年度最高成績

## 特殊事蹟
- 1991年10月6日，對戰統一獅隊，在6局下從謝長亨手中擊出陽春全壘打，成為味全龍隊史第一位除同隊以外的3位四大天王（兄弟象陳義信、三商虎涂鴻欽、味全龍黃平洋以及統一獅謝長亨）手中都擊出全壘打的球員。
- 第一位來中華職棒打球的台美混血兒。
- 味全龍隊史在明星賽通算最多出賽數的外籍野手

## 外部連結
- 吉姆·艾爾沃德在台灣棒球維基館上的頁面（繁體中文）
- 吉姆·艾爾沃德在中華職棒官網
- 吉姆·艾爾沃德在Baseball-Reference.com（小聯盟以及海外聯盟）（英语）